# Ryan Sweeting
Ryan Sweeting (Nassau, 14 de Julho de 1987) é um tenista profissional estadunidense, nascido nas Bahamas.
Em simples, possui um título, o do ATP de Houston em 2011. Em duplas, já foi finalista do ATP de Houston em 2009.
Encerrou o ano de 2011 como o número 72 do mundo.